# 上山口站
上山口站（日语：／ Kami-yamaguchi eki */?）是位於日本山口縣山口市道祖町3，屬於西日本旅客鐵道（JR西日本）山口線的鐵路車站。

## 車站構造
本站為單式月台1面1線的地上車站，也是無站員駐守的車站。

## 車站周邊
- 山口紅十字病院
  - 山口紅十字看護専門學校
- 山口縣紅十字血液中心
- 山口身體障害者福祉中心

## 历史
- 1953年（昭和28年）4月10日 開業。
- 1987年（昭和62年）4月1日 國鐵分割民營化、成為西日本旅客鐵道車站。

## 相鄰車站
西日本旅客鐵道
■山口線
山口－上山口－宮野

## 關連項目
- 日本鐵路車站列表

## 外部連結
- JR西日本（上山口站） （页面存档备份，存于）